# Himmerfjärden
Himmerfjärden är en fjärd eller havsvik mellan Mörkö och Södertörn i Stockholms södra skärgård. Fjärdens västra del är en mycket viktig farled där stora delar av fartygstrafiken från Mälaren ut i Östersjön går via Södertälje kanal. Fjärdens östra del fortsätter mot norr med Mörkarfjärden och slutar i Kaggfjärden.
Mycket av avloppsvattnet från de södra delarna av Storstockholm släpps ut i Himmerfjärden efter att först ha renas i Himmerfjärdsverket.

## Bilder

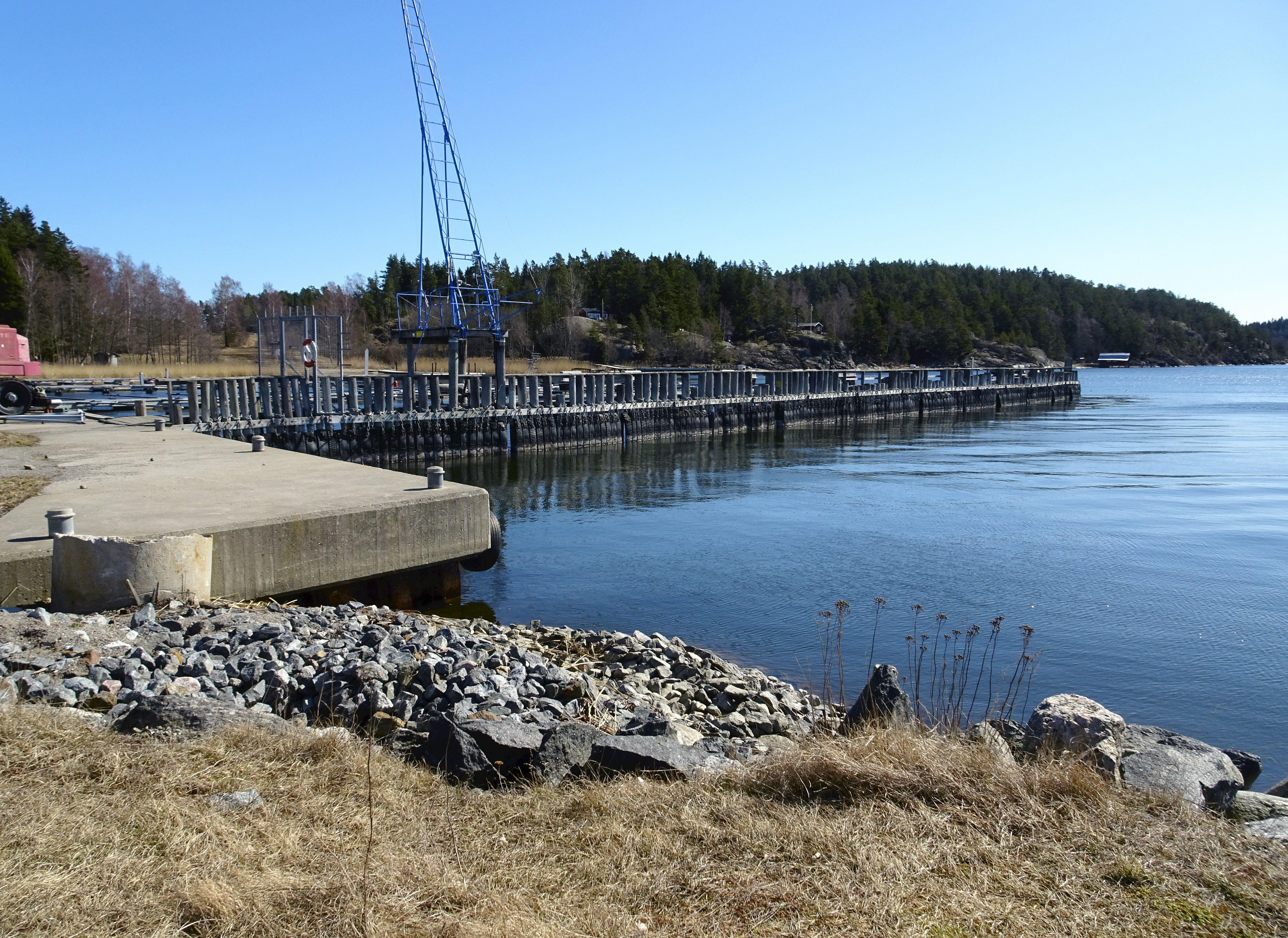
Himmerfjärden vid Rangsta, söderut
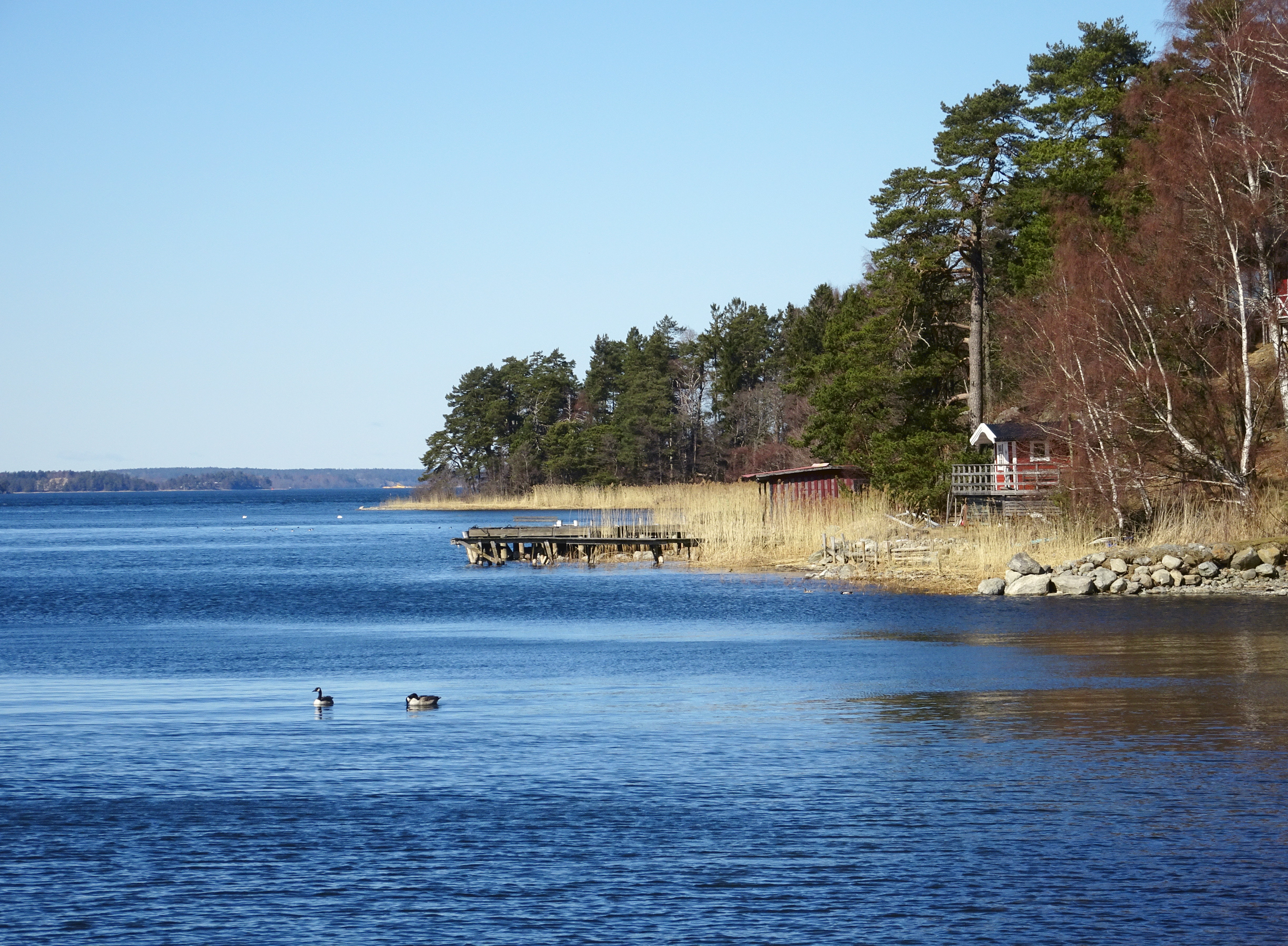
Himmerfjärden vid Rangsta, norrut